# Girl 6 (album)
Girl 6 è un album del cantante e musicista statunitense Prince, pubblicato nel 1996 dall'etichetta Warner Bros. Records. È la colonna sonora dell'omonimo film di Spike Lee.

## Descrizione
Girl 6 è costituito per lo più canzoni pubblicate in precedenza da Prince e artisti correlati, come The Family, Vanity 6, e The New Power Generation. I tre brani inediti sono She Spoke 2 Me (registrato nel 1991-1992), Don't Talk 2 Strangers (registrato nel 1992, durante le sessioni per il proposto della colonna sonora del film Una figlia in carriera) e Girl 6, che è stato registrato appositamente per la colonna sonora.

## Tracce
1. She Spoke 2 Me – 4:19
2. Pink Cashmere – 6:15
3. Count the Days dei The New Power Generation – 3:26
4. Girls & Boys – 5:31
5. The Screams of Passion dei The Family – 5:27
6. Nasty Girl delle Vanity 6 – 5:14
7. Erotic City – 3:55
8. Hot Thing – 5:41
9. Adore – 6:31
10. The Cross – 4:46
11. How Come U Don't Call Me Anymore? – 3:55
12. Don't Talk 2 Strangers – 3:11
13. Girl 6 dei The New Power Generation – 4:04

## Classifiche
| Classifica (1996) | Posizione massima |
| ----------------- | ----------------- |
| Stati Uniti       | 75                |
| Stati Uniti (R&B) | 15                |